# 唐维尔
唐维尔（法語：Tanville，法語發音：[tɑ̃vil] ⓘ）是法国奥恩省的一个市镇，属于阿朗松区。

## 地理
唐维尔（48°34'6"N, 0°0'29"E）面积13.32 平方千米，位于法国诺曼底大区奧恩省，该省份为法国西北部内陆省份，北起顺时针与卡爾瓦多斯省、厄尔省、厄尔-卢瓦省、萨尔特省、马耶讷省和芒什省接壤。
与唐维尔接壤的市镇（或旧市镇、城区）包括：勒塞尔克伊、拉费里耶尔贝谢、拉朗德德古、洛雷代库沃、莫尔特雷。

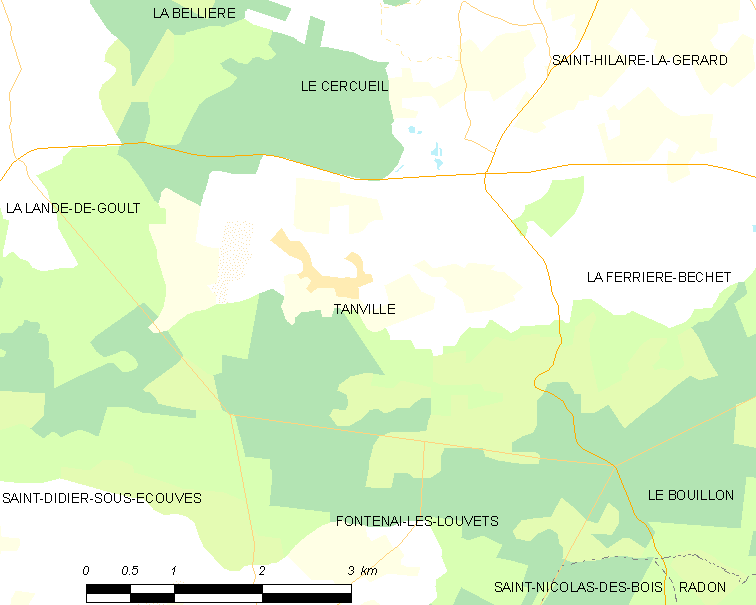
唐维尔的OSM定位图

唐维尔的时区为UTC+01:00、UTC+02:00（夏令时）。

## 行政
唐维尔的邮政编码为61500，INSEE市镇编码为61480。

## 政治
唐维尔所属的省级选区为塞镇县。

## 人口

1962-2008年间唐维尔人口变化图示

唐维尔于2022年1月1日时的人口数量为228人。